# Banner Szűcs Loránd
Banner Szűcs Loránd (Szentes, 1973. szeptember 9. –) filmrendező, forgatókönyvíró, casting director.
Édesanyja Kánya Márta Katalin gyógypedagógus, logopédus, apja Szűcs Lajos tanár, kisebbségi felzárkóztatási szakember, politikus.

## Gyermekkora saját szavaival
„a Bannerek értelmiségi nyüzsgése és a Szűcsök két lábbal a földön járó, paraszti gondolkodása között mozgott. Gyerekként nehéz volt értelmezni, de nagyon izgalmas volt ebben a két nagyon különböző világban mozogni. A mai napig meghatároz, hogy mindkettőben otthon vagyok, és ismerem. Ehhez még hozzátartozott, hogy anyai nagyapám korán elhunyt. Édesanyámat egy második világháború utáni, különös családegyesítés után, nagyanyám gyerekkori barátja nevelte fel, így jött még be a családunkba egy kényszernyugdíjazott méneskari tiszt. Engem, mint egyetlen fiú unokát lenyűgözött a Ludovikás habitusa. Nagyon hálás vagyok a sorsnak, hogy ezek az emberek vettek körül. Ami még nagyon meghatároz, a város, ahol felnőttem, Szentes. Számomra még mindig a legcsodálatosabb helyek egyike, szakrális hely”

## Tanulmányok
1988-ban az általános iskola elvégzése után tanulmányait a Bácskai Mihály által létrehozott szentesi Horváth Mihály Gimnázium drámai tagozatának film szakán kezdi meg.
2004-ben egy éves tanulmányút Ausztráliában a Shafston College-ben.

## Filmezés
1991-ben, alig 17 évesen kerül a filmgyártás közelébe, először a szintén szentesi Szőke András és a KVB vizuális brigád alkotóival kerül kapcsolatba, akikkel az amatőr filmezéssel ismerkedik. Szinte ugyanebben az évben a Budapest Filmstúdióban Szohár Ferenc gyártásvezető személyében talál mentorra, ami később a Mafilm felé tereli.
1992-től az átalakulóban lévő Mafilm 1 és 2 telepén a gyártási részlegen kezd dolgozni, amiről hamar kiderül, hogy nem teljesen az ő világa. Mag István első asszisztens hívására csatlakozik Bacsó Péter akkor induló filmjéhez.

## Rendezőasszisztensi évek
1992- től a Mafilm kötelékében dolgozik mint rendezőasszisztens gyakornok, majd mint másodasszisztens. Asszisztensként olyan rendezőkkel dolgozik együtt, mint Bacsó Péter, Sára Sándor, Philipe de Broca, Alan Parker, Szabó István, Marco Ferreri.
1996 -ban lesz első asszisztens a Kern-Koltai rendező páros által jegyzett Miniszter félrelép second unitjában, amit Gödrös Frigyes Glamour című filmje követ. Ez nagy szakmai kihívás az alig 23 éves Banner Szűcsnek. Innentől jönnek a nagy filmes és reklámos első asszisztensi évek, ami közel húsz évet ölel fel.

## Rendezői évek
Eközben a saját rendezői világát is elkezdi megfogalmazni.
1993 – Lakos-gyilkosság (dokumentumfilm) A történet a kommunista hatalomátvétel hajnalán, 1946-ban elkövetett merényletről szól, Szentes akkori rendőrkapitánya Lakos József ellen. Bár a filmet először támogatja a Történelmi film alapítvány, és a forgatás is megkezdődik, egy idő után a támogatást visszavonják. A rendező elmondása szerint, azért is volt ez meglepő és fájó, mert az akkori R-Gárdához tartozó gyilkosok közül többen is megszólaltak a kamerák előtt.
1994 – Kopaszok (dokumentumfilm) A magyar skinhead kultúrát bemutató dokumentumfilm, bár támogatással induló film volt, a gyártása zavaros körülmények között leállt, és a leforgatott anyagok máig tisztázatlanul elkallódtak. A rendező egy darabig keresi az anyagokat, de soha nem kerül elő egyetlen kazetta sem.
1995 – A torinói lepel (kisjátékfilm) Egy reklám büdzsébe belepréselt 5 perces rövidfilm, ami váratlan sikereket ért el. Az InterCom forgalmazásában az ország egész területén játszották a mozik kísérő filmként. A film szereplői Stohl András, Pindroch Csaba, Karácsonyi Zoltán. Az év legnézettebb kisjátékfilmje lett.
1996 – A titkos hely (kisjátékfilm) Ez már A torinói lepel sikere után egy nagyobb költségvetéssel készült rövidfilm, ami ugyancsak az InterCom forgalmazásába került mozikba. A film főszereplője  Karácsonyi Zoltán, aki tovább viszi ebben a filmben is A torinói lepelben megismert, jóindulatú és a világ eseményeit banális módon befolyásoló londiner szerepét.
2000 – Bathtime story (kísérleti kisjátékfilm) Ebben a filmben a karrierjét újra beindító rendezőjét kereső Batmant Kárász Zénó, a kallódó budapesti reklám rendezőt Kovács Lehel alakítja. A film nem kerül forgalmazásra, az lesz belőle, aminek készült. Házibulikon, romkocsmákban vetítették. Underground módon terjedt, nem lehet követni az útját. A film operatőre Pohárnok Gergely a rendező állandó alkotótársa korai alkotói szakaszában.
2010 – A pipás (kisjátékfilm) Vissza az Alföld legendáriumához, bár a film alaptörténetét megtörtént események ihlették, a rendezői interpretáció sokkal inkább a rendező személyes emlékein alapul, ahogy neki meséltek a nagyszülei Pipás Pistáról a tanyavilág bérgyilkosáról. Az operatőr Szecsanov Martin mellett Kalotás Csaba zeneszerző munkája is díjazott volt a Los Angeles Film Awardson. A címszereplőt Székely Kriszta, akkor még főiskolás rendezőnő alakítja. 
2015 – Sünóriás (színdarab) Friedrich Dürrenmatt Az ígéret című regényének színpadi változatában mint art director működik közre, leginkább a filmes világítások színpadi adaptálásával. A darab rendezője Mátyássy Péter.
2015 – Negyvenen vagyok (színdarab) Banner Szűcs íróként vesz részt Hujber Ferenc színész önéletrajzi „One Man Show”-jában. A darab rendezője Erdélyi Dániel.
2017 – Sandwich (kisjátékfilm) Ez legkiforrottabb filmje, ebben már nincsenek benne azok a játékosságok, ami az underground kisjátékfilmjeit jellemzik. A film egy apa lánya történet, nagyon személyes alkotás. A rendező így nyilatkozott erről: 
„A film a szeretetről szól, a szülői szeretet valódi természetéről, és feltárja, mi történik, amikor nyitottan fordulunk a gyermekeinkhez, akik oly sokat tanítanak nekünk a világról, amit sokkal tisztábban látnak, mint a felnőttek.”
A film a kisjátékfilmjei közül igazi áttörésnek számít, az a rendezői kifejezésmód, ami a Pipásnál már elkezdődött, itt ért be. A filmet a világ 21 országában díjazták, a rendező mellett elismerésben részesült a film operatőre Juhász Imre és a zeneszerzője Kalotás Csaba is. A film főszereplői Thuróczy Szabolcs és Berkovici Emma.

## Casting directori évek
2010-ben alakítja meg több társával a casting ügynökségét. Az évek alatt több strukturális átalakulás után alakul meg a Banner Casting ügynökség, ami az elmúlt évek alatt a filmipari egyik meghatározó ügynöksége lett. Olyan filmek szereposztásai tartoznak a céghez, mint az HBO legendás sorozata, az Aranyélet évadai, Rob Zombie: Munsters, Brandon Cronenberg: Infinty Pool, Till Attila: Tiszta szívvel, Vranik Roland: Az állampolgár, Krzysztof Zanussi: Éter. A cég több országban jelen van nemzetközi partnerein keresztül. Banner Casting vezető casting directora és tulajdonosa Banner Szűcs Loránd.

## Interjúk
Magyar filmsiker a világban: Sandwich
Interjú Banner Szűcs Loránd-dal, a Cinemon Casting vezetőjével
„Szeretném ijesztgetni az embereket” – ismerd meg Magyarország legígéretesebb gyerekszínészét!
Újabb magyar filmért rajong a világ – Sandwich
Kalkuttában nyert a Székelyföldi Legendárium rajzfilmje- a Maszol.ro portálról
Újra itt van Lucanelli
ISA award-winning Lorand Banner Szucs: “Racism is a learned behavior”